# Genomski utisak
Genomski utisak, genomski upis ili genomski imprinting, epigenetski fenomen, što znači da ne ovisi o sekvenci DNK, nego o čimbenicima koji reguliraju aktivnost DNK. Slijedi različita genska aktivnost. Pri ovoj pojavi aktivnost gena ovisi o roditeljskom podrijetlu. Utisnuti (upisani, imprintirani) gen izrazio se (eksprimiran je) samo s jednog roditeljskog alela. Alel koji potomak naslijedi od drugog roditelja utišan je tj. inaktiviran. Ekspresija je monoalelska i ne slaže se s klasičinim mendelovskim obrascem nasljeđivanja, gdje oba alela doprinijela fenotipu i to jednako. Ostvarivanje genomskog utisnuća zbiva se epigenetskim modifikacijama koje se zbivaju tijekom gametogeneze i ranog embrionalnog razvoja. Sadržavaju kemijske modifikacije DNK a da se ne mijenja slijed nukleotida. Glavnih epigenetskih modifikacija (obilježavanja), tj. mehanizama kako se inaktiviraju upisani geni ima tri i međusobno su povezane:
- metilacija CpG dinukleotida[3] (alel-specifična metilacija DNK[2])
- kovalentne modifikacije histona[3]  (modifikacija histonskih bjelančevina[2])
- RNK interferencija.[3]

## Gametogeneza i razvitak embrija
Tijekom gametogeneze briše se naslijeđeni majčin ili očev upis, i uspostavlja se novi, ovisno o spolu roditelja. Posljedica genomskog upisa je različit izraženost gena ili kromosomskih regija, ovisno o roditeljskom podrijetlu. Upisani geni imaju samo jedan funkcijski aktivan alel (monoalelna izraženost gena), ovisno je li podrijetlo od oca ili majke. Većina gena prepisuju poruke s oba alela. Razlog zašto se javlja različiti genomski utisak (upis) ovisno jesu li geni od oca ili majke javlja se unatoč istovjetnosti strukture genoma oca i majke, jer tim dvama genonima funkcionalnost nije jednaka. Zbog toga je za uspješnu trudnoću nužna prisutnost oba roditeljska genoma u zigoti. Ishod različita epigenetičkog obilježavanja roditeljskih kromosoma jest različito prepisivanjem gena, čega je posljedica da se pretežno jedan alel izrazi. U gametama se odvija pripajanje metilnih grupa na DNK te se koristi se za razlikovanje roditeljskih alela u somatskim stanicama nakon oplodnje. Pri embrionalnom razvitku sisavaca za upravljanjem izražaja nekih gena aktivnih tijekom tog procesa važno je metiliranje DNK. Tijekom spermatogeneze ili oogeneze utisnuti (utišani, metilirani) geni metiliraju se te izražavanje tih gena ovisi jesu li naslijeđeni od oca ili od majke. Niži organizmi poput vinske mušice ili kvasca metiliranja nema.
Ipak, kod sisavaca se većinom iskazuju oba alela određenog gena, a tek u iznimnim slučajevima jedan alel nasljeđuje u "tihom" ili neaktivnom obliku.
Ključni čimbenici koji određuju normalan rast i razvoj placente i embrija su epigenetički mehanizmi koji omogućuju transkripcijsku kontrolu genskog izražaja. To su genomski upisani geni. Reguliraju glavne funkcije na fetoplacentarnoj jedinici, poput prijenosa hranjivih tvari, proliferacija trofoblasta i invazivnost trofoblasta te angiogeneza.
Geni koji su utisnuti grupirani su u domene bogate CpG otocima.
Dokazano je postojanje 70-ak upisanih gena, čija su temeljna obilježja:
- monoalelni izražaj[2]
- nakupljanje u evolucijski očuvanim upisnim regijama[2]
- metilacija koja je specifična za roditeljske alele.[2]

## Zdravstveni poremećaji
U svezi s genomskim utisnućem postoje genski poremećaji kod ljudi. Prvi i najbolje opisani su Prader-Willijev sindrom i Angelmanov sindrom. Gubitak kontrole iskazivanja upisanih gena u zloćudno preobraženim stanicama naziva se gubitak genomskog upisa (engl. loss of imprinting - LOI). Nepravilnosti genomskog upisa vode ka mnogim poremećajima u rastu i razvoju fetusa i placente, te imaju ključnu ulogu u patogenezi GTB. U nepravilnosti spada i nepravilan omjer majčinih i očevih genoma.